# Modelismo ferroviário em Portugal
O modelismo ferroviário, igualmente conhecido como ferromodelismo, é uma actividade com um certo desenvolvimento e historial em Portugal. Desde o século XIX que existem réplicas de material circulante no país, e em 1906 já existia um comboio em miniatura funcional, com capacidade para vários passageiros. Em 1956 foram realizadas exposições de modelismo ferroviário no Instituto Superior Técnico e na Sociedade Nacional de Belas Artes de Lisboa, tendo sido mostrados alguns modelos portugueses. No século XXI o modelismo nacional conheceu um grande desenvolvimento, promovido por várias associações, como o Museu Nacional Ferroviário, a Associação Portuguesa dos Amigos dos Caminhos de Ferro e a Associação de Modelismo Ferroviário de Portugal, que organizam regularmente eventos sobre esta temática.

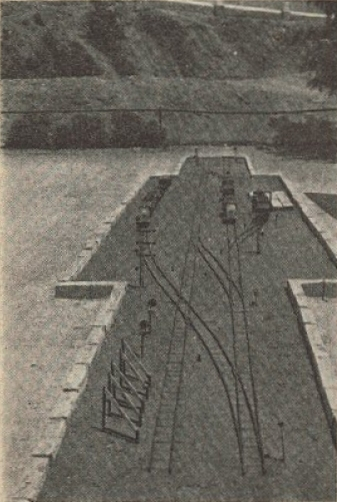
Maquete construída pelo Batalhão de Sapadores dos Caminhos de Ferro, durante os exercícios na Quinta de Belas, em 1941.

## Descrição
Uma das empresas mais destacadas no panorama português de modelismo ferroviário é a Norbrass, fundada em 2001 por um entusiasta que procurou colmatar a falta de peças nacionais de qualidade no mercado nacional. Uma vez que a reduzida procura e os elevados custos envolvidos impediam a utilização dos métodos mais comuns para a criação de modelos, a empresa aplicou uma solução mista entre a produção industrial e artesanal, recorrendo a componentes fabricados na Coreia do Sul. O primeiro lançamento da marca foi uma réplica de uma locomotiva da série 1320 da operadora Caminhos de Ferro Portugueses, produzida em colaboração com a empresa espanhola Alejandro Modelismo Ferroviario. Outro marco importante foi atingido em 2003, com a produção das miniaturas das locomotivas da série 1960 com recurso aos fabricantes coreanos, tendo este modelo sido considerado como um dos dez melhores do ano de 2004 pela revista alemã Eisenbahn Magazin. Além de material motor, a empresa também produz réplicas de material rebocado, tendo por exemplo lançado os furgões das séries Dfv 551-571, da SOREFAME, e Dfv-700. Algumas empresas espanholas também produziram modelos baseados em material português, como a Alejandro Modelismo Ferroviario, que comercializou, através da Mabar Tren, uma réplica da locomotiva 1329 da CP, como parte do seu pacote de locomotivas inspiradas na Série 1300 dos Caminhos de Ferro Espanhóis. Outras empresas nacionais são a Modelismo Artesanal, focada principalmente na produção de estruturas e material circulante baseados no ambiente português. e a TS Maquetes Modelismo, que vende modelos baseados em edifícios, infraestruturas e equipamentos ferroviários, e sinalização rodoviária relacionada com os caminhos de ferro.
Destaca-se igualmente o Museu da Carris, em Lisboa, cujo acervo inclui várias miniaturas de veículos.

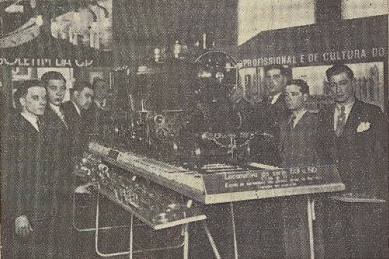
Miniatura de locomotiva exposta na Gare do Rossio em 1936.

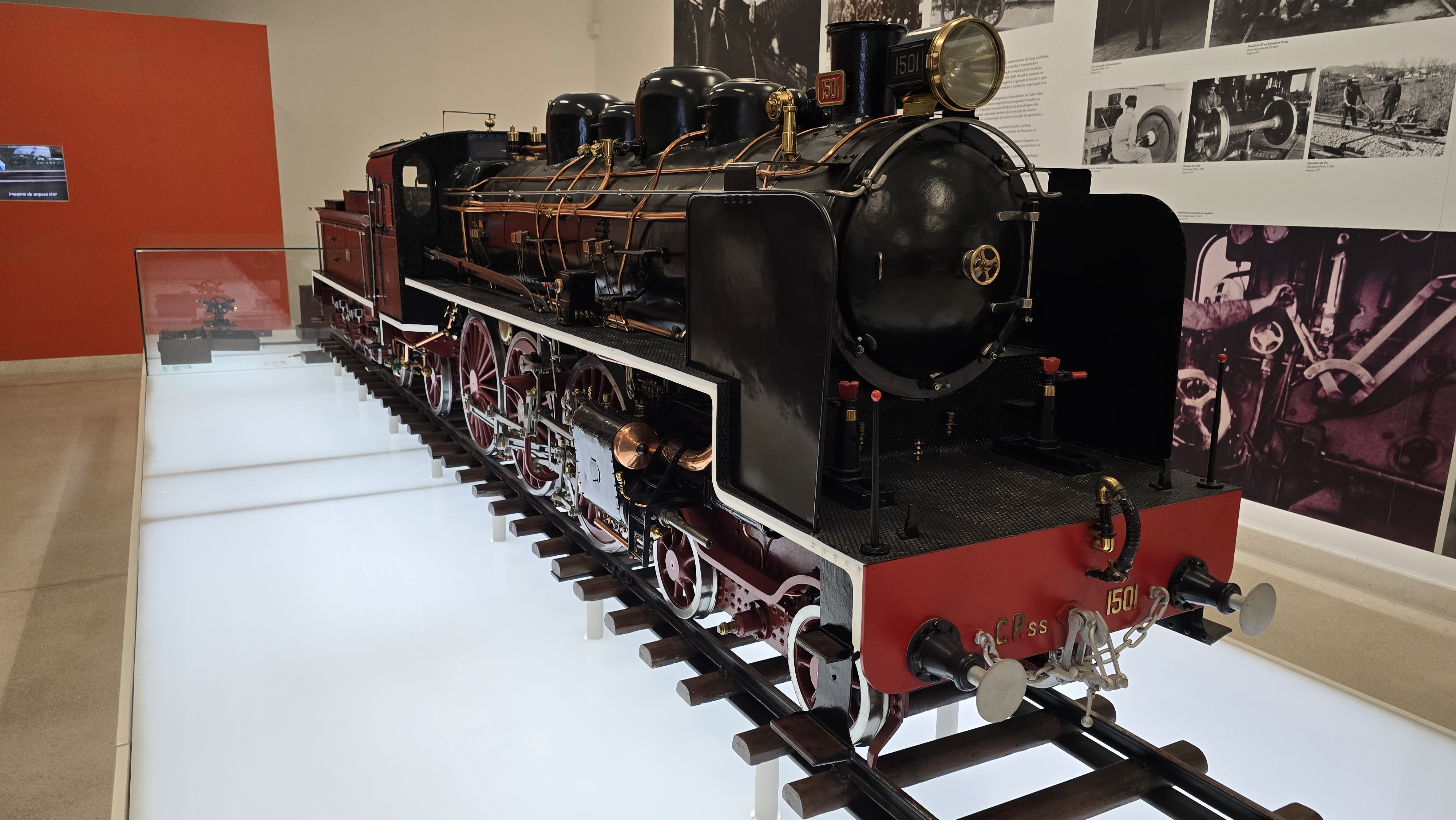
Modelo da locomotiva 1501 da CP-SS, no Museu Nacional Ferroviário.

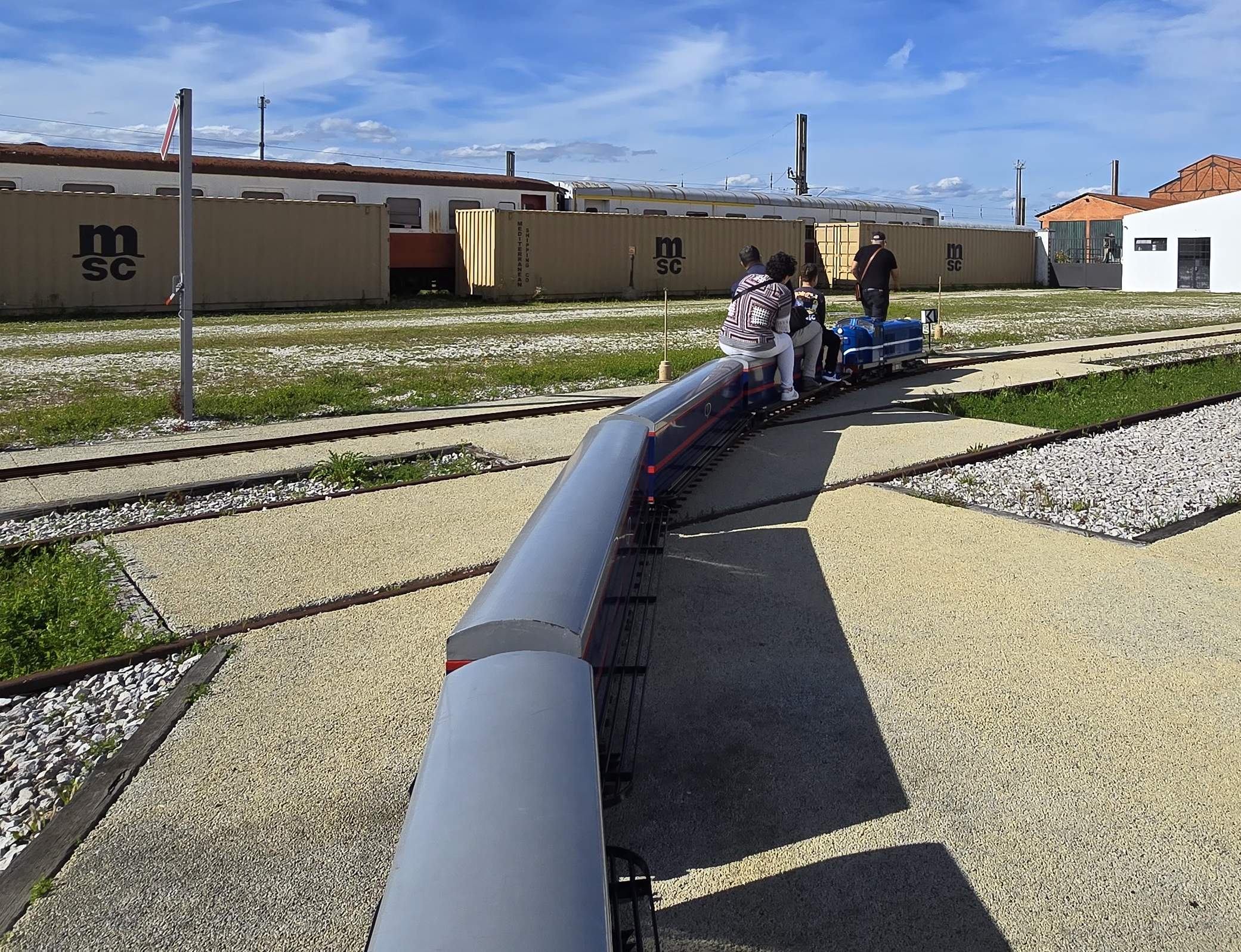
Modelo do Comboio Presidencial, que percorre um circuito dentro do Museu Nacional Ferroviário, com capacidade até 25 passageiros.

## História
No século XIX, os príncipes D. Pedro V e D. Luís possuíram uma locomotiva de brincar denominada de La Liliputienne, que tinha sido oferecida pelo rei francês Luís Filipe. Este modelo foi depois preservado no Museu Nacional Ferroviário.
Entre as primeiras iniciativas para a produção de modelos à escala baseados em material circulante ferroviário português, conta-se a criação de um comboio em miniatura, fabricado em 1906 por um operário do Barreiro, Manuel Gualdino da Silva. A composição era formada por uma locomotiva a vapor com cerca de dois metros de comprimento, réplica de uma motora real utilizada nos caminhos de ferro portugueses, e seis vagonetas, com capacidade para 24 passageiros. O comboio foi utilizado com grande sucesso durante as festas do Barreiro, tendo sido integrado no Instituto Superior Técnico em 1956, no âmbito das comemorações do centenário da abertura do primeiro lanço de caminho--de-ferro em Portugal, entre Lisboa e o Carregado. Também como parte deste evento, o Instituto Superior Técnico inaugurou, no dia 29 de Outubro, uma exposição de miniaturas ferroviárias, fabricadas tanto por empresas como por particulares. Os modelos apresentados pelos entusiastas destacaram-se pela sua qualidade, diversidade e quantidade, tendo sido descritos pela Gazeta dos Caminhos de Ferro como «pequenas maravilhas, havendo ali de tudo, desde as carvoeiras, depósitos de máquinas, guindastes, placas giratórias, sinalização automática, até aos parques oficinais, tudo formando um harmonioso conjunto de muitas centenas de peças, algumas dignas de museu, até aos últimos modelos de máquinas e carruagens em uso nas redes de todo o mundo». Grande parte das peças eram estrangeiras, principalmente americanas, italianas e alemãs, embora também tenham sido mostrados alguns modelos nacionais, como o Comboio na estação de Cacia, de Onofre Gomes. A Sociedade Nacional de Belas Artes de Lisboa também esteve integrada nas comemorações, com a exposição Cem anos de caminhos de ferro em artes e recordações, onde uma das peças expostas foi um modelo da primeira locomotiva a circular em Portugal.
Durante a Exposição Industrial Portuguesa, realizada em 1932, o Batalhão de Sapadores dos Caminhos de Ferro apresentou várias miniaturas de estações e sistemas de sinalização. Durante exercícios militares em 1941, aquela unidade construiu uma maquete de uma estação improvisada, com vários equipamentos de sinalização.
Um dos principais núcleos do modelismo ferroviário em Portugal situa-se no Entroncamento, que é também um importante nó de linhas férreas, sendo esta actividade dinamizada pelo Museu Nacional Ferroviário. Por exemplo, em Outubro de 2006 a Associação de Modelismo Ferroviário de Portugal organizou o VII Encontro Ibérico de Módulos Maquetren, no Pavilhão Desportivo do Entroncamento, no âmbito das comemorações dos 150 anos da abertura da linha férrea até ao Carregado. O Encontro Ibérico de Módulos Maquetren, de origem espanhola, tem como finalidade «dar a conhecer um pouco mais o mundo dos comboios em miniatura e o que é o modelismo ferroviário», e foi organizado por diversas ocasiões em território português: em 2003 na cidade de Lisboa, em 2006 e 2008 no Entroncamento, em 2011 em Torres Vedras, e em 2015 em Santarém. Outra organização internacional que tem sido responsável pela organização de eventos de ferromodelismo em Portugal é o Clube Ibérico de Módulos H0, formado por membros portugueses e espanhóis, tendo por exemplo promovido um encontro em Santarém em 2016, no Entroncamento em 2017, e em Lisboa em 2025.
Também como parte das comemorações de 2006, a Associação Portuguesa dos Amigos dos Caminhos de Ferro apresentou uma série de exposições, intituladas 1980-2005: 25 anos de caminhos-de-ferro - 25 anos de paixão em Lisboa, Porto e Entroncamento, que além de várias peças de coleccionismo relacionadas com o transporte ferroviário em Portugal, incluiu um interessante conjunto de modelos de material circulante nacional. Uma outra entidade nacional ligada ao modelismo ferroviário nacional é a FERMODEL, que desde 2018 tem sido responsável pela organização de um evento anual em Carcavelos. Em Abril de 2023 foi organizada a exposição Modelismo Ferroviário - Estação de Óbidos, no âmbito do Festival Latitudes, em Óbidos.
Além dos eventos próprios sobre modelismo ferroviário, esta modalidade surge também frequentemente como parte de exposições maiores sobre modelismo ou brinquedos. Por exemplo, em 2008 a Associação de Modelismo Ferroviário de Portugal expôs uma maqueta na escala H0 durante o evento Modelândia - Exposição de Modelismo de Paços de Ferreira, representando parte da Linha do Norte, ao longo da qual circulavam modelos de material circulante da CP. Em 2015 realizou-se o MEO Fan Event na Praça do Campo Pequeno, dedicado principalmente a modelos em Lego, incluindo na vertente do modelismo ferroviário. Em 2019 iniciou-se uma outra exposição anual sobre modelismo, a ModelCult, organizada pela Casa da Cultura de Loulé, e que também inclui a vertente ferroviária, tendo uma das peças centrais sido uma reconstrução da estação de Tunes.

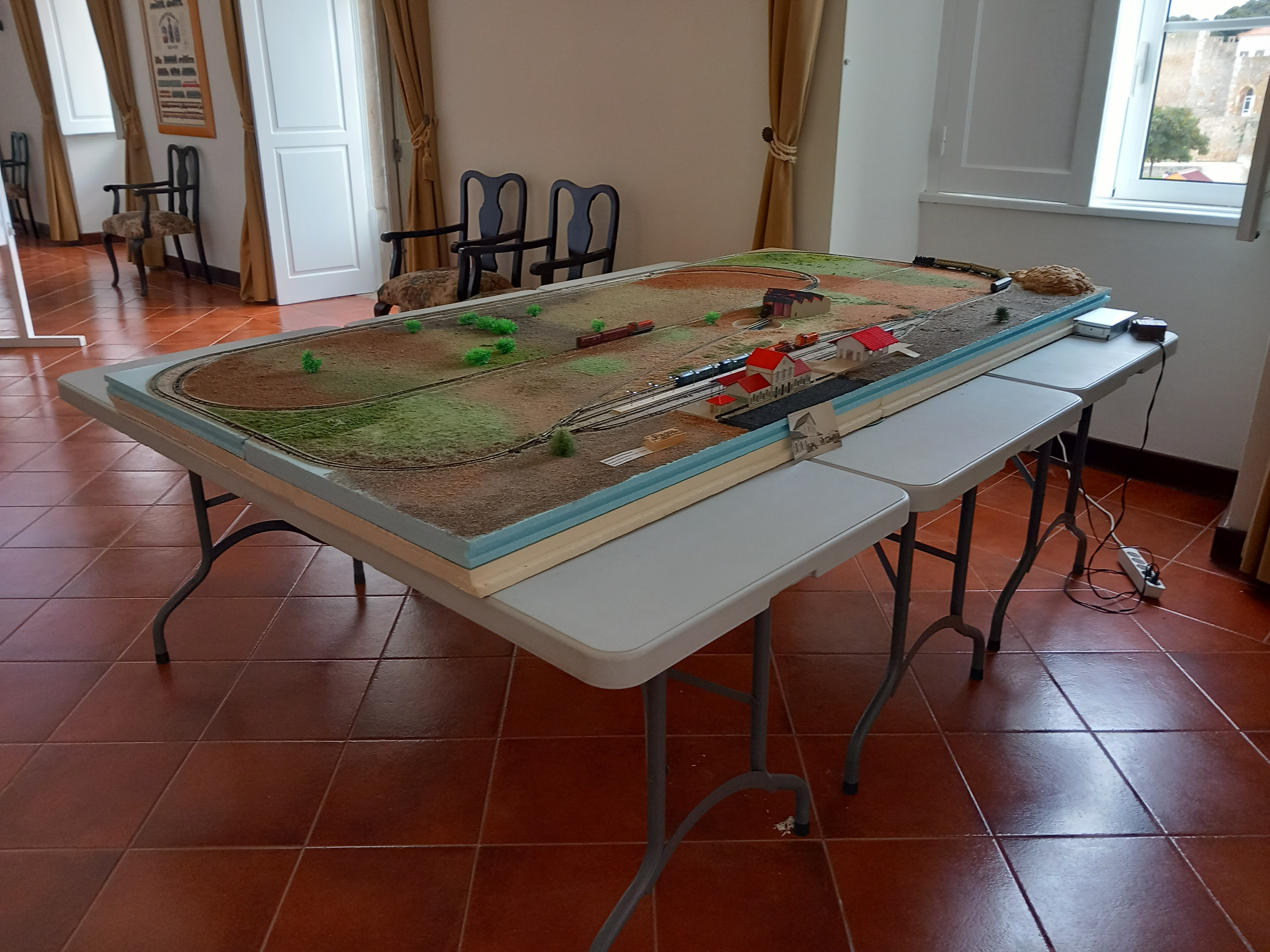
Maquete exposta durante o VIII Encontro Nacional de Coleccionismo, que inclui uma reconstrução da estação de Lagos.